# Maximiliano Arias
Álvaro Maximiliano Arias Invernizzi (n. 3 octombrie 1988, Montevideo), cunoscut ca Maximiliano Arias, este un fotbalist uruguayan, care evoluează pe postul de fundaș central la clubul din țara sa natală, Sud America.